# Claudia Ciesla
Claudia Ciesla (Wodzisław Śląski, 12 de fevereiro de 1987) é uma modelo alemã.

## Biografia
Ela cresceu na pequena cidade de Wodzisław Śląski, Polônia, a 8 quilômetros da fronteira checa, numa área de minoria alemã (1939 1945 era território alemão). Seu pai é polaco e a mãe é alemã.
Começando a carreira aos 15 anos de idade, trabalhou como modelo em shows de moda e dança. Logo com 17 anos ela se mudou para a Alemanha e se tornou uma conhecida modelo na internet. Seu nome artístico é CClaudia, mas ela também aparece muitas vezes com seu nome real Claudia Ciesla.
Sua primeira aparição importante na internet foi na revista BrianX, em 2005, que lhe trouxe uma enorme popularidade. Depois ela apareceu na revista alemã Matador, (uma das mais vendidas revistas masculinas da Alemanha). Ela foi descoberta pelo antigo editor  da Playboy alemã, Stefan Gessulat, e apareceu na Matador de agosto de 2005 com 10 páginas e o título de "Miss Matador". Esta foi a primeira vez que se apresentou em topless. Depois ela recebeu numerosas propostas de muitos fotógrafos e revistas para esta classe de trabalho, mas sempre se recusou a posar nua, exceto em uma sessão de fotos para o jornal alemão Bild-Zeitung, o de maior circulação da Europa.
Ela tem, feito muitas fotos glamurosas com biquini, que foram publicadas em centenas de websites na internet, e tem muitos fã-clubes virtuais, como um grupo nos Estados Unidos com mais de 31.000 membros e outro na França com mais de 4.600 membros.
Tem havido bastante especulação sobre a natureza dos seus seios. O Bild interessou-se pelo caso e enviou Claudia a um dos cirurgiões mais conhecidos da Alemanha, o Dr. Bruckner em Nuremberg, para que a examinasse. Uma grande matéria apareceu no Bild para anunciar que não existiam implantes e que seus seios eram totalmente naturais.
Em março de 2006 CClaudia ganhou um concurso realizado entre os assinantes na web de Auto Bild (o maior jornal de carros da Alemanha), Bild-Zeitung, SAT1 e Kabeleins (grandes estações de TV da Alemanha), quando recebeu mais de 400 000 votos, elegendo-a como Super Girl 2006. Em maio de 2006 Bild a elegeu como a musa da Copa do Mundo de Futebol de 2006. Durante a Copa ela apareceu na primeira página de 7 edições do jornal.
Atualmente, ela está aparecendo na série alemã Beach Baby Constance da Internet, atuando a parte como Daisy Vandenburg. Em novembro de 2007 ela disse numa entrevista, que seus planos depois da carreira como modelo seria ser un consultora de imposto.
The New Indian Express reportou que Ciesla actuará num filme de Bollywood que se chama "Karma" junto com os participantes Carlucci Weyant, Alma Saraci y Dj Perry como parte de um elenco internacional que se filmará na Índia. O diretor do filme M.S. Shahjahan mencionou numa entrevista que terá mais atribuições para Ciesla em Bollywood. Em 2008 Claudia Ciesla esteve na Áustria eleita para a Snow Queen 2008. Na estação turística 2007-2008 ela representará a Esqui'-Aldea turística mais nevada do mundo e aparecerá em vários eventos e aparências promocionais, fotoshoots para revistas, anúncios e folhetos e um lançamento para revista “MOTOR-Freizeit and TRENDS“ em Austria.
No verão 2008 Ciesla produziu a música "I love dancing in Espania" com o compositor de sucessos inglês Gordon Lorenz[12], e foi feito o videoclip na casa dele em Llandudno/Wales. A publicação do Maxi-CD da Pickwick-Records foi no 11 de Agosto de 2008. Em Julho de 2008 fez Ciesla no papel de CLAUDIA em uma nova TV-Sitcom italiana chamada "Outsiders in Palermo" filmado em Palermo/Itália.
Em Agosto 2008 Claudia fez o papel feminino principal no filme alemã-Inda "Ki Jana Pardes". Em Agosto/Setembro Claudia atuou em Calcutá, India no papel de uma jornalista alemã pro filme "10:10" junto com o ganhador do award y filmstar Soumitra Chatterjee e cantou a música-título desse filme.
Durante a primavera de 2009, participará como actriz no filme seguinte de Uwe Boll "Silent Night in Algona" (noite silenciosa em Algona).

## Galeria

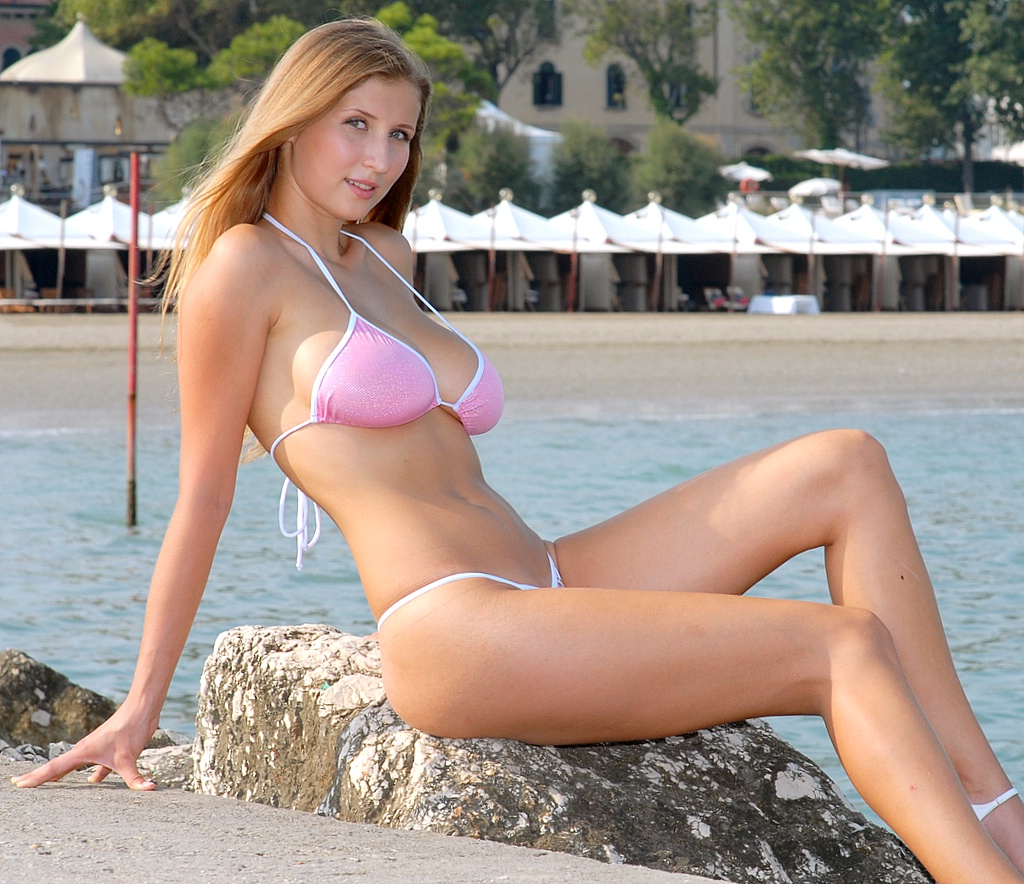
Posando em 7 de setembro de 2006...
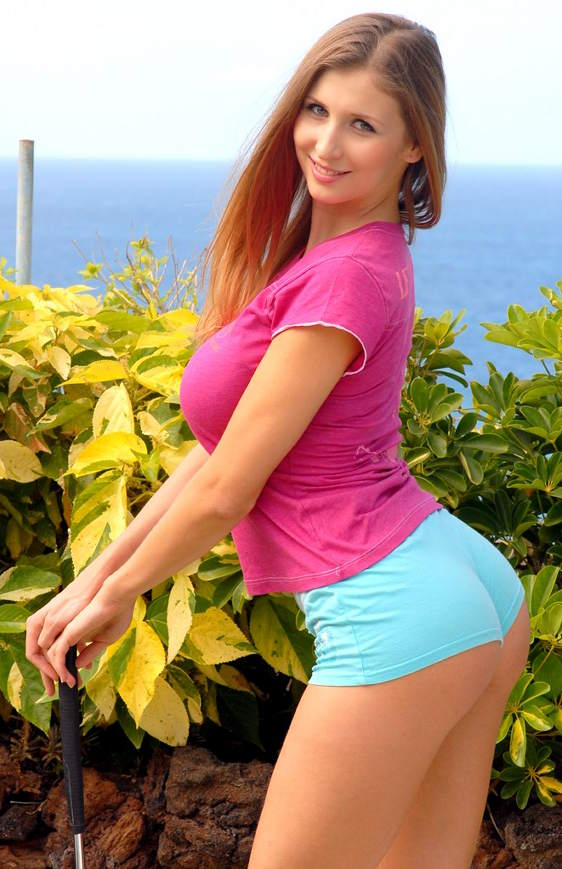
...e em 20 de setembro de 2010.

## Publicações e outros
- Sessão de fotos para o show televisivo Hanging with The Commander no festival de Cannes de 2005, com o produtor/diretor Steven Greenstein.
- Modelo de junho de 2005 da IGPA (International Glamour Photographers Association, Inc./EUA).
- Publicação na Maxim alemã como Super Single Girl em maio de 2005.
- Fotos publicitárias em agosto de 2005 para o calendário, foto e flyer para a companhia alemã de acessórios dentários Orange Dental.
- Sessão de fotos para Auto-Bild em maio de 2006, com o fotógrafo Dirk Behlau.
- Sequências de ensaios para o filme de vampiros Carmilla em agosto de 2006, em Siena com o realizador inglês Paul Wiffen.
- Sessão de fotos de moda em setembro de 2006 em Veneza, com Anna Roxxah de Paris (produtora de Les Châmes des Stars).
- Sessão fotos de moda para Dirndl, com o produtor de Dirndl and Country Fashion, em Moschen.
- Publicação na edição de novembro de 2006 da revista alemã Autotuning com 2 páginas de artigos e fotos.
- Apareceu regularmente na telenovela alemã Beach Baby Constance, no papel de Daisy Vandenburg.